# Eugène Louis Pirodon
Eugène Louis Pirodon, né le 30 avril 1824 à Grenoble et mort le 9 février 1917 à Dieppe, est un artiste peintre, graveur et lithographe français.

## Biographie
Fils d'un marchand, Eugène Louis Pirodon est né le 30 avril 1824 à Grenoble.
Il devient l'élève du peintre dauphinois Ernest Hébert, puis de Louis Godefroy Jadin, spécialisé en gravure, sur Paris.
Pirodon pratique la lithographie, et produit de nombreux portraits, des scènes de genre, des natures mortes et des représentations d'animaux. Il signe ses rares eaux-fortes « E. Pirodon ».
Il a travaillé comme graveur d'illustrations pour les éditions Hetzel et pour la revue L'Artiste (1862-1866). Fin 1884, il fait partie des premiers membres de la Société des artistes lithographes français.
Il expose des lithographies de reproduction au Salon de Paris à partir de 1852. En 1883, il devient membre du Salon des artistes français, où sa dernière exposition remonte à 1905, une lithographie d'après un tableau champêtre de Jules Dupré ; son adresse parisienne est indiquée au 50 rue de La-Tour-d'Auvergne.
Vers 1895, il se lance dans la gravure sur bois. En janvier 1897, il est nommé officier de l'Instruction publique.
Dans les années 1910, il part à la retraite avec son épouse dans une résidence gérée par la Maison des artistes français, à Montlignon, où il donne des conférences. Avec l'entrée en guerre, en août 1914, il se réfugie en famille à Dieppe, où il est encore à la fin du printemps 1916.
Eugène Louis Pirodon meurt le 9 février 1917 aux hospices civils de Dieppe, ville dans laquelle il résidait, au no 38, rue Saint-Jacques. 
Il a eu deux filles, Lydie et Jenny, devenues pianistes sous la direction de Benjamin Godard, et dont l'une est également illustratrice et membre de l'association Le Vieux Montmartre.

## Œuvres dans les collections publiques
- Musée de Grenoble (estampes).
- Bibliothèque municipale de Grenoble (estampes)